# بروکس (مینه‌سوتا)
بروکس، مینه‌سوتا (به انگلیسی: Brooks, Minnesota) یک شهر در ایالات متحده آمریکا است که در مینه‌سوتا واقع شده‌است.

## خصوصیات
بروکس ۳٫۰۳ کیلومترمربع مساحت و ۱۴۱ نفر جمعیت دارد و ۳۴۴ متر بالاتر از سطح دریا واقع شده‌است.